# Ricania quinquepunctata
Ricania quinquepunctata är en insektsart som beskrevs av Schmidt 1905. Ricania quinquepunctata ingår i släktet Ricania och familjen Ricaniidae. Inga underarter finns listade i Catalogue of Life.